# 教宗方濟各訪美
教宗方濟各訪美，是指天主教教宗方濟各於2015年9月22日至9月27日訪問美國。該次訪問的正式名稱是「對美利堅合眾國的使徒之旅」（Apostolic Journey to the United States of America），亦是方濟各就任教宗以來首次訪問美國，該次訪問亦成為自美國與聖座兩個主權實體於1984年建立全面外交關係以來天主教教宗對美國的第七次訪問。

## 訪問行程
方濟各完成對古巴的訪問之後，隨即開始對美國進行訪問。
方濟各在該次訪問中訪問華盛頓哥倫比亞特區（華府）、紐約和費城三個城市。9月22日下午4時，方濟各抵達華府，開始對美國的訪問，由美國總統巴拉克·奧巴馬伉儷和副總統喬·拜登伉儷親自迎接。翌日，奧巴馬在白宮為方濟各舉行歡迎儀式，兩人其後舉行對話，談及貧窮、難民、全球暖化、墮胎及同性婚姻等議題，其中奧巴馬和方濟各在後兩個議題上存有分歧。方濟各亦在同一天於聖瑪竇主教座堂發表演說。
9月24日，方濟各在美國參議院和美國眾議院的聯合會議上發表講話，他亦因此成位首位在美國國會發表講話的教宗。方濟各在演說中讚揚美國前總統阿伯拉罕·林肯和美國黑人民權運動領袖馬丁·路德·金等人，並呼籲美國對難民看成是人，而非數字。教宗在演說結束時以「天佑美國」作結，並獲得在場美國兩院議員的掌聲。演說結束之後，方濟各又使用西班牙語向國會山莊外的民眾發表講話，並聚集祈禱。其後方濟各造訪國會山莊附近一間教堂，並與遊民共晉午餐。他在聖座駐華府大使館秘密會見了因為拒絕向同性伴侶發出結婚證明而被判囚六天的肯塔基州登記官金‧戴維斯，並鼓勵她要堅強（Stay strong）。
9月25日，方濟各轉抵紐約訪問。同日上午，方濟各對聯合國總部進行訪問，並在聯合國大會禮堂發表演講。方濟各亦參觀九一一國家紀念博物館和哈林區，途中經過中央公園與群眾見面。當晚，方濟各在麥迪遜廣場花園舉行彌撒，有8萬人參加該次彌撒。
9月26日，方濟各轉抵費城訪問。他首先在聖伯多祿聖保祿聖殿主教座堂主持彌撒，之後又在美國獨立紀念館發表講話。他表示，信仰自由是基本權利，並提有暴君壓制宗教自由或利用宗教宣揚仇恨和暴力。他並呼籲不同宗教信仰的人士共同發聲，追求和平，以及包容他人的尊嚴和權利，又鼓勵剛移民美國的新移民努力建立新生活。之後方濟各又在本傑明·富蘭克林公園大道與參與天主教家庭節的群眾見面。
9月27日，方濟各在費城藝術博物館前主持露天彌撒。方濟各以西班牙語佈道，指出保護家庭是一項迫切課題，又鼓勵觀眾對「愛的奇跡」敞開心胸，他為受性侵的兒童帶來安慰，又警告美國的主教要保護信眾。教宗在露天彌撒結束後乘專機返回羅馬。美國副總統拜登到機場送行。

## 分析
在方濟各訪問美國的同時，中華人民共和國領導人習近平亦訪問美國。台灣國家政策基金會助理研究員謝志傳認為，方濟各和習近平會「打個照面」，就主教任命問題和外國傳教士在中國大陸傳教的問題達成共識。香港獨立媒體刊登莫哲暐的評論文章表示，中華人民共和國與教廷兩國官員可能會在9月24日在華府會晤。但兩人最終並沒有會面。
教宗乘專機返回梵蒂岡時，表示期待拜訪中華人民共和國，並期待教廷與中國建立良好關係的可能。